# Abbaye de Tamié
De abbaye de Tamié is een Franse kaas, een abdijkaas gemaakt in de abdij van Tamié.
De abdij van Tamié is een cisterciënzerabdij van de trappisten in Plancherine, bij Albertville in Savoie. De abdij werd in 1132 aan de voet van de citadelle des Bauges gesticht; het huidige gebouw stamt echter uit 1679. De abdij is bekend van de gelijknamige kaas. De kaasmakerij kent een geschiedenis van negen eeuwen en wel altijd volgens de regels van Sint-Benedictus: om te voorzien in de behoeftes van de gemeenschap.

## Kaas
De abbaye de Tamié is een gewassenkorstkaas uit de Alpen. Om optimaal te kunnen profiteren van de bijzondere kwaliteiten van de melk uit de streek zijn de eisen die gesteld worden aan de voeding van de koeien zeer strikt. ’s Zomers moeten de koeien buiten lopen, het wintervoer is hooi uit de streek of graan geproduceerd in dezelfde streek.
De melk voor de kaas wordt dagelijks verzameld bij 11 boerderijen in de vallei van Tamié. De volle rauwe koemelk wordt bij ontvangst verwarmd tot 32–33 °C. Dan wordt de specifieke bacteriecultuur toegevoegd, en blijft de melk 1½ uur staan. Na het toevoegen van het stremsel, stremt de melk binnen enkele minuten. De wrongel wordt gesneden, het overtollige vocht (de wei) wordt afgevoerd en binnen 20 minuten wordt de wrongel in de kaasvormen gedaan. De vormen zijn geperforeerd, zodat gedurende het persen (3-4 uur) het overgebleven vocht uit de kaas gehaald wordt. Het persen zorgt ervoor dat de gesneden wrongel weer een homogene kaasmassa vormt. De kazen worden gezouten in een pekelbad, waarna ze naar de rijpingskelders gaan.
In de kelders van de abdij rijpen de kazen, bij een temperatuur van 14°C en een hoge vochtigheidsgraad. Elke tweede dag worden de kazen gewassen en gekeerd. De schimmel die zich op de buitenkant ontwikkelt is in de kelders van nature aanwezig, de oudste kazen “besmetten” de vers neergelegde kazen. De rijpingstijd verschilt, de grotere modellen (van 1,4 kg) moeten langer rijpen dan de kleine modellen (600 g). Resultaat is een saffraangele kaas, die aan het eind van de rijpingstijd overdekt is met een witte donslaag.